# Asterophilia carlae
Asterophilia carlae är en ringmaskart som beskrevs av Sylvanus Charles Thorp Hanley 1989. Asterophilia carlae ingår i släktet Asterophilia och familjen Polynoidae. Inga underarter finns listade i Catalogue of Life.